# Archivo Manuel de Falla
El Archivo Manuel de Falla es el archivo responsable de la custodia y conservación del legado documental y la biblioteca personal del compositor español Manuel de Falla (1876-1946), así como a la divulgación de su obra y la investigación en torno a su vida y su producción artística. Su sede se halla en el edificio del Auditorio Manuel de Falla de Granada, junto a la Casa-Museo del compositor y cuenta con el patronazgo institucional del Ayuntamiento de Granada, el Ministerio de Cultura del Gobierno de España, el Consejería de Cultura de la Junta de Andalucía y la Universidad de Granada.

## Historia
En otoño de 1939, tras el final de la Guerra Civil y el inicio de la Dictadura, Falla decidió exiliarse en Argentina, donde falleció en 1946. Tras su muerte, sus hermanos Germán y María del Carmen comenzaron a recopilar y ordenar los documentos que habían pertenecido al músico, reuniéndolos en su Cádiz natal. En 1961, los fondos son trasladados a Madrid, donde al año siguiente se organizó una exposición en torno al gran compositor en San Jerónimo el Real, proyectada por el arquitecto José María García de Paredes —casado con la sobrina del músico, María Isabel de Falla— y el crítico musical Enrique Franco. Desde ese momento, los fondos permanecieron en Madrid al cuidado de Isabel de Falla, iniciándose los trámites para constituir el archivo y trasladar el legado a Granada.
En 1974 se iniciaron las obras de construcción del Auditorio Manuel de Falla, que fue inaugurado en 1978. Con diseño de García de Paredes, el edificio contaba con dependencias destinadas a albergar los fondos del compositor. Diez años después, en 1988, se creó la Fundación Archivo Manuel de Falla que, gracias a la mediación de Antonio Jara y José Miguel Castillo —a la sazón, alcalde y concejal de cultura del Ayuntamiento de Granada, respectivamente—, se comprometió al traslado del legado a la ciudad. Así, tras tres años de preparación y gestiones, el Archivo fue finalmente inaugurado en marzo de 1991.

## Fondos

### Fondo Manuel de Falla
Los fondos conservados en el archivo incluyen:
- Partituras y manuscritos musicales del compositor, catalogados en 1987 por el musicólogo Antonio Gallego Gallego
- Correspondencia del compositor, que incluye más de 23000 documentos
- Documentos, facturas y otros escritos
- Biblioteca del compositor, integrada por alrededor de 4500 volúmenes y más de 220 revistas
- Fotografías, con un total de 2300 documentos
- Programas de conciertos en los que se interpretaron obras de Falla, en los que participó como intérprete o a los que asistió a lo largo de su vida
- Recortes de prensa recopilados por le propio compositor, en los que aparecen noticias sobre él o su obra, o bien tratan temas atractivos para el maestro
- Grabaciones audiovisuales históricas
- Material gráfico, que incluye carteles de conciertos, bocetos para decorados y escenografías, etc.

### Fondo Rafael Puyana
Este fondo es el resultado de varias donaciones realizadas por el clavecinista colombiano Rafael Puyana al Archivo, gracias a su amistad con María Isabel de Falla. Los fondos incluyen:
- Una valiosísima colección de instrumentos musicales, integrada por:
  - Un clave de doble teclado "Grand Model" de la casa Pleyel, donado al Archivo en octubre de 1992. Se trata de un modelo idéntico al empleado por Wanda Landowska para sus recitales y el utilizado por Manuel de Falla para componer su Retablo de maese Pedro y su Concerto para clave y cinco instrumentos.
  - Un clave francés de doble teclado, construido en 1982 por Willard Martin en Pensilvania, copia de un original de Blanchet (París, siglo XVIII); donado al Archivo en noviembre de 2014.
  - Un clave alemán de triple teclado, construido en 1994 por Andrea y Anthony Globe en Oxford, copia de un original de Hieronymus Albrecht Hass (Hamburgo, 1740). Donado al Archivo en noviembre de 2014, es el único clave de estas características conservado en España.
  - Un clavicordio de mesa de 54 teclas, original del siglo XVIII y decorado con motivos orientales. Donado al Archivo en noviembre de 2014.
  - Un salterio original del siglo XVIII, decorado con motivos marinos y vegetales. Donado al Archivo en noviembre de 2014.
- Obras de arte, como un Retrato de Bárbara de Braganza de autor anónimo (siglo XVIII) o el grabado Bárbara de Braganza y Fernando VI con su corte de Jacopo Amiconi y Joseph Flipart (siglo XVIII)
- Biblioteca personal de Puyana, integrada por una extensa colección de libros, así como partituras con digitaciones y anotaciones del propio clavecinista
- Programas de mano de conciertos
- Grabaciones audiovisuales

### Fondo María Lejárraga
Esta colección está integrada por escritos de la dramaturga María Lejárraga, esposa de Gregorio Martínez Sierra, y amiga y colaboradora de Falla en obras como El sombrero de tres picos. El fondo incluye diversas novelas, piezas teatrales, conferencias, poemas y artículos.

### Fondo Pierre de Matheu
Este legado está constituido por material gráfico, dibujos, agendas personales, cuadernos de viaje y cartas del pintor salvadoreño Pierre de Matheu, primo de Falla.

### Fondo Juan Gisbert
Constituido por una amplia recopilación de documentos relacionados con la figura de Falla, este fondo fue donado en 1992 por el empresario catalán Juan Gisbert, quien había sido amigo del compositor.

## Objetivos
Los objetivos de la Fundación Archivo Manuel de Falla son:
- Custodia y ampliación de sus fondos
- Estímulo de la investigación en torno a la figura del compositor, lo que incluye la concesión de becas para tesis doctorales, organización de simposios y conferencias, convenios de colaboración con instituciones universitarias y científicas, edición de trabajos relacionados con Falla y facsímiles del compositor
- Divulgación de la vida y obra del compositor, organizando exposiciones y actividades pedagógicas. En este ámbito, cade destacar la organización de la exposición permanente «Universo Manuel de Falla», así como de los Encuentros Manuel de Falla, un ciclo de conciertos y conferencias en torno al compositor organizado anualmente desde el año 1995 en colaboración con la Orquesta Ciudad de Granada, el Ayuntamiento de Granada y el Festival Internacional de Música y Danza de Granada, y en convenio con la Universidad de Granada y el Real Conservatorio Superior de Música de Granada.